# Room Raiders
Room Raiders è uno dei programmi non musicali di MTV, che in Italia è in palinsesto dall'inverno 2006.

## Produzione
Nel programma vengono prelevati tre ragazzi o tre ragazze dalle loro case, così come sono, senza il tempo di riordinare nulla, e caricati su un furgoncino: in seguito una ragazza (o un ragazzo) viene portata/o nelle rispettive case e, cosa più interessante, nelle rispettive stanze, mettendo così a nudo vizi e virtù dei/delle giovani aspiranti ad uscire con lei/lui.
Lo scopo del programma è quello di accoppiare la ragazza (o il ragazzo) con uno/a dei/delle pretendenti, in base a quello che lei/lui avrà visto (grazie anche ad una completa valigetta di strumenti) nelle rispettive camere.

## Format
Oltre a quella statunitense, la trasmissione ha avuto anche una versione lituana, andata in onda nel 2010 sul canale LNK.